# NGC 2881
NGC 2881 est une galaxie spirale située dans la constellation de l'Hydre. NGC 2881 a été découverte par l'astronome américain Lewis Swift en 1886.

## Caractéristiques
Sa vitesse par rapport au fond diffus cosmologique est de 5 432 ± 31 km/s, ce qui correspond à une distance de Hubble de 80,1 ± 5,6 Mpc (∼261 millions d'al).
En réalité, NGC 2281 est constitué d'une paire de galaxies qui semble sur le point de fusionner. D'ailleurs, Wolfgang Steinicke distingue ces galaxies comme étant NGC 2881-1 et NGC 2881-2 et leur assigne des coordonnées légèrement différentes.